# Stefan Szeppe
Stefan Szeppe ps. Kajetan (ur. 6 sierpnia 1885 w Warszawie, zm. 9 września 1977 w Pruszkowie) – wydawca, uczestnik Powstania Warszawskiego, drukarz, publicysta, działacz społeczny.

## Życiorys
Urodził się w Warszawie. Zawód zecera zdobył w Zakładach Drukarskich Wacława Maślankiewicza i S-ka w Warszawie. Następnie uczęszczał do wieczorowej Szkoły Handlowej Rocha Kowalskiego. W 1904 roku został członkiem Związku Młodzieży Polskiej. Brał udział w rozruchach w Warszawie w 1905 roku. W 1906 roku wyjechał do Sejn, gdzie prowadził drukarnię, założoną przez firmę Laukaitis i S-ka. W Sejnach szerzył kulturę polską, zakładając wraz z innymi działaczami polski teatr i polską czytelnię. Był współzałożycielem polskiej placówki handlowej „Gospodarz“ w Sejnach. 
W latach 1919–1920 wyjechał do Wilna, gdzie prowadził drukarnię księdza Rutkowskiego. Tu założył wydawnictwo Bociąg-Szeppe, wydając serie polskich pocztówek o treściach patriotycznych i katolickich. W latach 1919–1920 pracował na wileńskiej prowincji, będąc, po skończeniu kursów, nauczycielem polskiej szkoły w majątku Landwarowo, dzisiaj Lentvaris, koło Trok. 
W 1920 roku został skierowany, rozkazem Naczelnego Dowództwa Wojska Polskiego – Oddział II w Wilnie, do Warszawy, gdzie pracował w drukarni „Artystyczna” na potrzeby wojska. W 1920 roku osiedlił się w Pruszkowie. W latach 1923–1939 działał w Polskim Stronnictwie Chrześcijańskiej Demokracji wraz z Józefem Kwasiborskim. W latach 1928–1930 był wydawcą „Głosu Pruszkowa”, a w latach 1930-32 wydawał pismo „Echa Podmiejskie”. W tym czasie rozwinął działalność publicystyczną, pisząc artykuły do miejscowej prasy. W 1936 roku założył w Warszawie własną drukarnię „Estetyczna”, przy ulicy Kruczej 22. W latach 1939–1944 wstąpił do Armii Krajowej przyjmując pseudonim Kajetan. W tym czasie drukował prasę konspiracyjną i zajmował się fałszerstwem dokumentów różnego typu na niekorzyść okupanta. Przechowywał Żydów. Podczas Powstania Warszawskiego drukował prasę i inne druki na potrzeby powstańców. Po wojnie odbudował z gruzów drukarnię, którą stracił w 1952 roku w wyniku przeprowadzanej nacjonalizacji.  Pracował dalej, do 78 roku życia, w branży drukarskiej, zajmując się jednocześnie publicystyką, pisząc artykuły do „Stolicy”, ”Żyjmy dłużej” i do „Przewodnika Katolickiego”. Po zakończeniu działalności zawodowej został opiekunem społecznym miasta Pruszków. Zmarł w Pruszkowie w 1977 roku w wieku 92 lat.